# 谢讷杜伊
谢讷杜伊（法語：Chênedouit，法語發音：[ʃɛndwi] ⓘ）是法国奥恩省的一个旧市镇，位于该省北部偏西，属于阿让唐区。2016年1月1日，谢讷杜伊和相邻的另外8个市镇合并为新市镇皮唐日勒拉克（Putanges-le-Lac）。

## 地理
谢讷杜伊（48°45'38"N, 0°20'28"W）面积8.93 平方千米，位于法国诺曼底大区奧恩省，该省份为法国西北部内陆省份，北起顺时针与卡爾瓦多斯省、厄尔省、厄尔-卢瓦省、萨尔特省、马耶讷省和芒什省接壤。
与谢讷杜伊接壤的市镇（或旧市镇、城区）包括：克拉梅尼勒、梅尼勒贡杜安、圣安德烈-德布里尤兹、奥恩河畔圣奥贝尔、奥恩河畔圣克鲁瓦、圣奥诺里内-拉吉洛姆。
谢讷杜伊的时区为UTC+01:00、UTC+02:00（夏令时）。

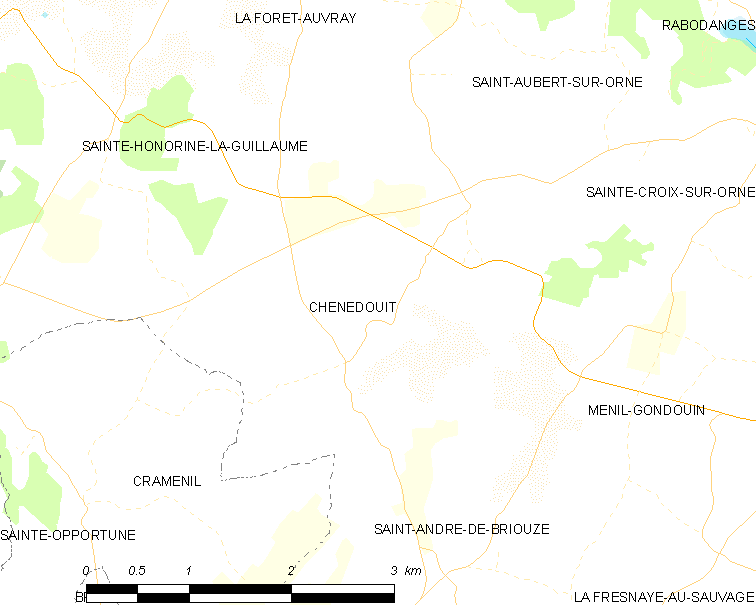
谢讷杜伊的OSM定位图

## 行政
谢讷杜伊的邮政编码为61210，INSEE市镇编码为61106。

## 政治
谢讷杜伊所属的省级选区为阿蒂斯-瓦勒德鲁夫尔县。

## 人口

1962-2008年间谢讷杜伊人口变化图示

谢讷杜伊于2018年1月1日时的人口数量为172人。